# 蒂莱特
蒂莱特（法語：Tulette，法語發音：[tylɛt]）是法国德龙省的一个市镇，属于尼永斯区。

## 地理
蒂莱特（44°17'11"N, 4°55'51"E）面积23.53 平方千米，位于法国奥弗涅-罗讷-阿尔卑斯大区德龙省，该省份为法国东南部内陆省份，北起顺时针与伊泽尔省、上阿尔卑斯省、上普罗旺斯阿尔卑斯省、沃克吕兹省和阿尔代什省接壤。
与蒂莱特接壤的市镇（或旧市镇、城区）包括：维桑、布谢、埃格河畔圣莫里斯、叙兹拉鲁斯、比松、圣塞西尔莱维涅、圣罗芒德马勒加德。

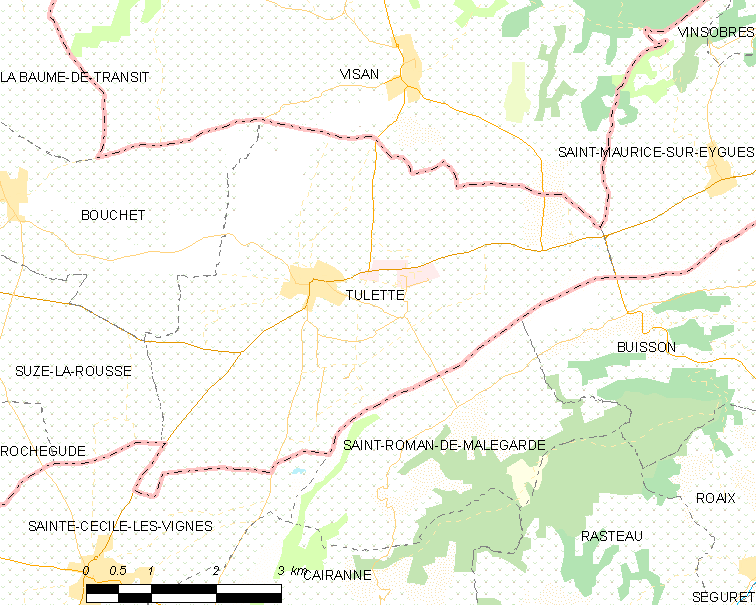
蒂莱特的OSM定位图

蒂莱特的时区为UTC+01:00、UTC+02:00（夏令时）。

## 行政
蒂莱特的邮政编码为26790，INSEE市镇编码为26357。

## 政治
蒂莱特所属的省级选区为格里尼昂县。

## 人口

1962-2008年间蒂莱特人口变化图示

蒂莱特于2022年1月1日时的人口数量为2001人。